# Flores en el ático (película de 2014)
Flores en el ático (en inglés: Flowers in the Attic) es una película estadounidense de drama y romance de 2014, dirigida por Deborah Chow y protagonizada por Kiernan Shipka, Ellen Burstyn, Mason Dye y Heather Graham. Es la segunda adaptación de la novela de 1979 Flores en el ático, de Virginia C. Andrews.
Una secuela, Petals on the Wind, basada en la novela del mismo nombre, se estrenó el 26 de mayo de 2014 en Lifetime. La cadena anunció el desarrollo de los siguientes libros de la serie, If There Be Thorns and Seeds of Yesterday, que se emitieron en 2015.

## Argumento
Christopher y Corrine Dollanganger son un matrimonio con cuatro hijos: Chris, de 14 años; Cathy, de 12; y los gemelos Carrie y Cory, de 5 años. La familia vive en Pensilvania, en un ambiente de armonía y felicidad; sin embargo, esto cambia rotundamente cuando Christopher muere en un accidente automovilístico. Corrine, viuda y envuelta en deudas económicas, decide mudarse junto a sus cuatro hijos a casa de sus padres en Virginia. 
Al llegar a Foxworth Hall, los niños son encerrados en el ático por su abuela, Olivia Foxworth, quien exige a los niños permanecer en el ático en todo momento. Con el paso del tiempo, Corrine comienza a desentenderse cada vez más de sus hijos, al punto de abandonarlos dejándolos al cuidado de la abuela. Durante el largo período de encierro, los hermanos Chris y Cathy comienzan a desarrollar mutuos sentimientos de amor y atracción sexual, llegando a iniciar una relación incestuosa.

## Reparto
- Heather Graham como Corrine Dollanganger-Foxworth.
- Kiernan Shipka como Cathy Dollanganger.
- Mason Dye como Christopher "Chris" Dollanganger Jr.
- Ellen Burstyn como Olivia Foxworth.
- Ava Telek como Carrie Dollanganger.
- Maxwell Kovach como Cory Dollanganger.
- Dylan Bruce como Bart Winslow.
- Chad Willett como Christopher Dollanganger, Sr.
- Beau Daniels como Malcolm Foxworth.
- Andrew Kavadas como John Amos.

## Producción
Flowers in the Attic se anunció por primera vez el 23 de julio de 2013 como una película para televisión de la cadena Lifetime. Se confirmó que la película estaría protagonizada por Heather Graham como Corrine Dollanganger y Ellen Burstyn como Olivia Foxworth. También se anunció que la película sería dirigida por Deborah Chow y escrita por Kayla Alpert.
El 14 de agosto se anunció que Kiernan Shipka y Mason Dye habían sido elegidos como Cathy y Chris respectivamente. Durante el mismo mes, se confirmó que Dylan Bruce se había unido al elenco como Bart Winslow.

## Difusión
En su transmisión televisada original, la película fue vista por 6,06 millones de espectadores en total. En ese momento, fue la actuación cinematográfica original número uno de cable desde el estreno de Steel Magnolias en octubre de 2012.

## Recepción
Flowers in the Attic recibió críticas mixtas, aunque críticas mucho más positivas que la adaptación de 1987. El sitio web de agregador de reseñas Rotten Tomatoes informó que el 52% de 23 críticos dieron a la película una reseña positiva; la nota media es de 5.5 sobre diez. La película obtuvo un promedio de 49 sobre 100, basado en 22 críticos, en Metacritic, lo que indicó «críticas mixtas o promedio».

## Calificaciones
| Sitio           | Calificación | Calificación   | Calificación | Ref.   |
| Sitio           | Estrellas    | Estrellas      | Votos        | Ref.   |
| --------------- | ------------ | -------------- | ------------ | ------ |
| IMDb            | 6 de 10      | 6/10 estrellas | 9,636        | [ 11 ] |
| Rotten Tomatoes | 3 de 5       | 3/5 estrellas  | +500         | [ 9 ]  |